# Железная обезьяна
«Желе́зная обезья́на» (англ. Iron Monkey,кит. трад. 少年黃飛鴻之鐵馬騮, упр. 少年黄飞鸿之铁马骝, пиньинь shào-nián huáng fēi hóng zhī tiě-mǎ liú, буквально: «Юный Вон Фэйхун и Железный Конь») — фильм 1993 года китайского режиссёра Юнь Вопхина. Основанный на британской легенде о Робине Гуде, фильм рассказывает о бандите по имени Железная Обезьяна, который пытается отнять отобранную у крестьян землю. Действие фильма происходит в 19-м столетии в Китае. Премьера состоялась 3 сентября 1993 года в Гонконге. А 12 октября 2001 года в США вышло переиздание фильма на английском языке. В США этот фильм посмотрели 2 730 000 человек. Кассовые сборы в США составили 1470000 долларов. Слоганы фильма: «Иногда единственный способ стать героем состоит в том, чтобы стать преступником»; «Разоблачите легенду».

## Сюжет
Фильм рассказывает о борце в маске, известном как «Железная обезьяна». Железная Обезьяна — на самом деле альтер эго китайского врача по имени Ян Тяньчунь. Днём он управляет своей лечебницей и бесплатно лечит бедных, а у богатых запрашивает чрезмерно высокую цену. Ночью он одевается в чёрное и бродит вокруг города, грабя богатых и помогая бедным. Однажды, он врывается в жилище губернатора и крадёт его запасы золота. Охраннику и четырём монахам Шаолинь не удаётся помешать ему. Губернатор приказывает, чтобы начальник полиции Фокс выследил Железную Обезьяну. Фокс становится одержимым ловлей разбойника в маске и подозревает любого, кто хоть как-то связан с обезьянами. Он не знает, что Железная Обезьяна — на самом деле врач, который принимал его травмированных людей, дравшихся с Железной обезьяной предыдущей ночью.
Тем временем, из уезда Фошань прибывает Вон Кхэйин вместе со своим сыном Вон Фэйхуном. Вон Кхэйин вступает в драку с уличными бандитами, которые пытаются ограбить его. Несколько солдат, которые заметили драку, думают, что Вон — это Железная Обезьяна, и они арестовывают его вместе с сыном. Во время суда губернатор приказывает, чтобы Вон Фэйхуна заклеймили, но в этот момент появляется Железная Обезьяна и нарушает слушание. Вон Кхэйин стремится доказать свою невиновность и вступает в драку с Железной Обезьяной. Ни один из них не в состоянии победить своего противника, и Железная Обезьяна отступает. Губернатор оказывается впечатлён умениями Вон Кхэйина, поэтому берёт Вон Фэйхуна в заложники, чтобы вынудить Вон Кхэйина помочь ему поймать Железную Обезьяну в течение семи дней.
Местные жители отказываются продать Вон Кхэйину еду и приютить. В конечном счёте, Вон достигает лечебницы Яна. Тот его принимает, в то время как Вон всё ещё не осознаёт истинную личность Яна. С помощью Фокса Яну удаётся вызволить заболевшего Вон Фэйхуна из тюрьмы и приютить его в своей лечебнице. Ян со своей помощницей Орхидеей обучают Вон Фэйхуна боевым искусствам.
Тем временем, человек по имени Янькун, предавший Шаолинь и ставший имперским чиновником, прибывает в город со своими сообщниками. Он вступает во владения как новый губернатор. Железная Обезьяна и Вон Кхэйин сталкиваются с Янькуном и его людьми. Злодеи их сильно ранят. Главные герои отступают назад к лечебнице, где Вон с удивлением обнаруживает, что Ян — это и есть Железная Обезьяна. Они помогают друг другу обработать свои раны. Янькун приказывает своим людям найти Железную Обезьяну и Вон Кхэйина, но Фокс добирается до лечебницы первым, чтобы предупредить Орхидею. Люди Янькуна находят свой путь в лечебницу, вступают в бой с Вон Фэйхуном и Орхидеей. При помощи отравленной пыли Орхидея побеждена, но Фэйхун побеждает монахов. Появляется один из помощников Янькуна и побеждает Фэйхуна и берёт его в заложники. Орхидея успевает предупредить Ян Тяньчуня и Вон Кхэйин и они втроем отправляются выручать Фэйхуна.
Железная Обезьяна, Вон Кхэйин (который теперь тоже носит костюм Железной Обезьяны) и Орхидея врываются в дом губернатора, чтобы спасти пленника. Вместе они побеждают Янькуна. В конце фильма главные герои узнают, что новый губернатор занял свой пост, и они надеются, что он будет хорошим руководителем. Семья Вон уезжает из города в родной Фошань, а Ян и Орхидея провожают их.

## В ролях
| Актёр            | Роль                                   |
| ---------------- | -------------------------------------- |
| Юй Жунгуан       | врач Ян Тяньчунь / «Железная обезьяна» |
| Донни Йен        | Вон Кхэйин                             |
| Джин Ван Цзинъин | мисс Орхидея                           |
| Янь Шигуань      | Янькун новый губернатор                |
| Джеймс Вон Чим   | губернатор Чэн                         |
| Сяо Хоу          | уродливый фехтовальщик                 |
| Энджи Цан        | юный Вон Фэйхун сын Вон Кхэйина        |
| Юнь Сёньи        | мастер Фокс начальник полиции          |
| Лэй Фаи          | «Белый Орёл»                           |
| Хау Иньчхун      | убийца со шрамом                       |
| Чун Фунлэй       | любимая жена губернатора               |

## Съёмочная группа
- Юнь Вопхин — режиссёр, сценарист, постановщик боёв
- Юнь Цхёнгъянь — постановщик боёв
- Гук Хиньчхю — постановщик боёв
- Юнь Сёньи — постановщик боёв
- Цуй Харк — продюсер (Гонконг)
- Квентин Тарантино — презентер (США)
- Силия Холлкуист — продюсер (США)
- Рэймонд Чоу — исполнительный продюсер (Гонконг)
- Ван Инсян — исполнительный продюсер (Гонконг)
- Мэри Стюарт Уэлш — исполнительный продюсер (США)
- Лау Таймук — сценарист
- Чхён Тхань — сценарист
- Эльза Тханг Пикйинь — сценарист
- Артур Вонг Нгоктхай (Хуан Юэтай) — оператор
- Там Цзиваи (Тань Чживэй) — оператор
- Ричард Юань — композитор (Гонконг)
- Джонни Ёнг Кэйчхёнг (Ян Цичан) — композитор (Гонконг)
- Вильям Ву Ваилап (Ху Вэйли) — композитор (Гонконг)
- Цзау Гамвинг (Чжоу Цзиньжун) — композитор (Гонконг)
- Джеймс Л. Венабле — композитор (США)
- Марко Мак Цзисинь (Май Цзышань) — монтаж
- Энджи Лам Оньйи (Линь Аньэр) — монтаж
- Энди Чань Цзиваи (Чэнь Чживэй) — монтаж

## Реакция на фильм
Релиз фильма в Гонконге был отсрочен из-за того, что продюсер фильма Цуй Харк настоял на съёмках дополнительных комедийных сцен уже после того, как Юнь Вопхин закончил фильм. Если верить интервью Цуя Харка, которое было размещено на DVD с фильмом, эта задержка, возможно, отрицательно сказалась на кассовых сборах картины.

### Переиздание 2001 года
Вслед за громким успехом в прокате картины «Крадущийся тигр, затаившийся дракон» 2001 года, студия Miramax Films ощутила повышенный интерес аудитории к фильмам в стиле «кунг-фу» и решает выставить на суд зрителя «Железную обезьяну» — ленту восьмилетней давности (1993).
Фильм был выбран не случайно. Во-первых, лента чем-то напоминает «Крадущегося тигра…», во-вторых, режиссёром картины является Юнь Вопхин — режиссёр по пластике, больше известный широкому зрителю, как постановщик боёв, создавший блестящую пластическую партитуру в «Матрице» и яркие запоминающие бои в «Крадущемся тигре…». Инициатором показа этого фильма более широкой аудитории стал Квентин Тарантино, который выкупил права у гонконгских дистрибьюторов. Поддержка известного режиссёра сыграла свою роль, фильм получил широкий прокат в США, стартовав в октябре 2001 года на 1225 экранах, и заработал более 6 миллионов долларов в первый уикенд и 14 миллионов за всё время проката, тогда как на переиздание было потрачено около двух миллионов долларов. Картина получила хорошие отзывы от американских критиков и заняла на тот момент 11 место в списке картин, заработавших больше всего денег «грязными», куда вошли все неанглоязычные картины, которые когда-либо были показаны на экранах США (только до 2001 года).
Для американского релиза в фильм были внесены многочисленные спорные изменения, что привело к тревоге гонконгских поклонников кино. Студия Miramax пошла на изменения для того, чтобы сделать его более подходящим и понятным американскому зрителю. Были внесены следующие изменения:
- В оригинальном названии фигурирует имя Вон Фэйхуна, но подавляющему большинству американцев незнаком ни он, ни история его жизни, поэтому его имя было удалено из названия.
- Субтитры были специально сделаны так, чтобы уменьшить в этой истории политический контекст.
- Некоторые сцены, содержащие насилие, были урезаны.
- Первоначально, некоторые боевые сцены были ускорены. В американском релизе эти сцены были замедлены до нормального темпа.
- Несколько комедийных сцен, особенно, вставленных в сцены боёв, были удалены, чтобы придать поединкам более серьёзный характер. Хотя такие комичные вставки распространены в гонконгском кино, они, как посчитали в Miramax, могли показаться странными американской аудитории.
- Был создан новый саундтрек, который был похож на музыку из фильма «Крадущийся тигр, затаившийся дракон», но при этом известная тема Вон Фэйхуна была удалена.
- Были записаны новые звуки в боях, чтобы сделать их более реалистичными (взамен традиционно утрированным звукам, присущим почти всем гонконгским картинам).

### Критика
Картина получила благоприятные отзывы западных критиков. На сайте Rotten Tomatoes фильм имеет рейтинг 90 % при 82-х положительных отзывах и 9-ти отрицательных. Средняя оценка рецензентов 7,4 из 10-ти. Вывод сайта по фильму гласит: «В „Железной обезьяне“, возможно, нет поэтической лирики, как в „Крадущемся тигре“, но, зато, это компенсируется задором и энергией». Среди 28-ми топовых критиков средняя оценка равна 7,5 из 10-ти, а процент положительных обзоров равен 96-ти. Из топ-критиков трое воздержались от оценки, и лишь Брюсу Ньюману из «San Jose Mercury News» фильм не понравился. Он написал: "Боевик в этом фильме поставлен несравненно. Но посмотрев после этого «Крадущегося Тигра», в котором мастерски поставленные Юнь Вопхином боевые сцены соответствуют истории и находятся с ней в балансе, вы можете пожелать большего «Железной обезьяне».
Остальные критики отзывались о фильме преимущественно в положительных тонах.

Возможно, не совсем сильная драма, но в целом лучше большинства фильмов данного жанра, а также картина весьма забавная.
Оригинальный текст (англ.)Not exactly high drama, perhaps, but it hangs together better than most movies of the genre, and it's great fun.— Ревью на Allmovie
- Роджер Эберт («Chicago Sun-Times») присудил фильму 3 звезды из 4-х возможных и написал: «Этот фильм, в первую очередь, для тех зрителей, которые хотят видеть качественные боевые сцены, но не беспокоятся о диалогах. Фильм не для всех, только для любителей»[3].
- Лиза Шварцбаум («Entertainment Weekly»): «Юнь Вопхин создал великолепную, бросающую вызов силе тяжести хореографию кунг-фу»[4].

Этот фильм не историческая легенда, хотя и претендует на это, и не истории любви доктора и его ассистентки. В нём вы не найдёте морали — это типичный фильм действия с виртуозной постановкой боёв.— Рецензия Юрия Фёдорова
- Джеймс Берардинелли («ReelViews»): «Поединки Юнь Вопхина являются новаторскими и тщательно продуманными. При этом, не важно, массовая ли это битва или дуэль двух бойцов»[5].
- Боб Грэм («San Francisco Chronicle»): «В "Железной обезьяне" намного больше забавы, нежели в "Крадущемся драконе". Это — гонконгский банкет, на который все приглашены»[6].

Данная картина — своего рода приквел к «Однажды в Китае» (1991), который был снят Цуй Харком и рассказывал о легендарном Фэйхуне, ставшем взрослым. История «Железной обезьяны» выглядит хорошо продуманной и цельной, с доставляющими удовольствие комедийными вставками.
Оригинальный текст (англ.)The movie is somewhat of a prequel to Once Upon A Time in China (1991) directed by Tsui Hark which features the legendary Fei-hung as an adult. The story is well thought out with solid performances and enjoyable humor thrown in.— Обзор фильма на Kungfucinema
- Майк Кларк («USA Today»): «Это 86 минут нескончаемого действия без единого отступления в сторону с целью изучения внутреннего мира героев»[7].
- Деннис Лим («Village Voice»): «Заключительная дуэль, происходившая на горящих столбах с применением минимум полдюжины олимпийских навыков, просто великолепна»[8].

### Номинации на награды
«Железная обезьяна» вошла в список ста лучших неанглоязычных фильмов мирового кинематографа по версии журнала «Empire».
- 1994 — Hong Kong Film Awards — Лучший постановщик боёв (Юнь Вопхин, Юнь Чхёнъянь, Кук Хиньчхиу, Юнь Сёньи)
- 2002 — World Stunt Awards — Лучший бой (Донни Йен)

## Связь с другими фильмами
«Железная обезьяна» рассказывает историю детства Вон Фэйхуна, известнейшего в своё время человека в Китае, про которого снято более 200 фильмов.. На китайском языке фильм так и называется «Вон Фэйхун», но американские переводчики перевели уже как «Once upon a time in China» и до нас эти фильмы дошли как «Однажды в Китае». Каждая же часть несла в своём названии имя Фэйхуна и дополнительную информацию. Китайское название «Железной обезьяны» также содержит в себе «Вон Фэйхун». Главная роль в фильме у персонажа по имени Вон Кхэйин, он же отец Вон Фэйхуна, именно тот человек, который и научил Фэйхуна боевым искусствам и искусству врачевания. Именно в этом фильме мы видим становление Фэйхуна как бойца: он проводит свои первые серьёзные поединки и овладевает разными видами оружия, такими как зонтик (в его руках это опасное оружие) и длинный гибкий шест.

### Сиквел
В 1996 году было выпущено продолжение «Железная обезьяна 2», снятое режиссёром Чжао Луцзяном. Из старых актёров в продолжении сыграл только Донни Йен. В США сиквел собрал более чем 14,5 миллионов долларов. Премьера состоялась 24 апреля 1996 года в Гонконге. Но на самом деле эта лента не является сиквелом «Железной Обезьяны», более того, она вообще не имеет с первым фильмом ничего общего, кроме одного из актёров. На китайском языке даже название звучит совершенно по-другому. Просто американские дистрибьюторы решили таким образом привлечь внимание к фильму.

### Похожие работы
- Приключения Робина Гуда (1938, Майкл Кёртис, Уильям Кайли)
- Легенда (1993, Кори Юнь)
- Легенда 2 (1993, Кори Юнь)
- Вин Чун (1994, Юнь Вопхин)
- Два воина (1993, Юнь Вопхин)
- Виртуоз (1990, Кинг Ху)

## Премьеры
- 3 сентября 1993 — Гонконг
- 24 июня 1994 — Германия (премьера на видео)
- 12 октября 2001 — США (переиздание с изменениями)
- 19 июня 2002 — Аргентина (премьера на DVD)

### Названия в разных странах
- Siu nin Wong Fei Hung ji: Tit Ma Lau — Гонконг (оригинальное название)
- Iron Monkey — Германия / Гонконг (англоязычное название) / США
- Alma de acero — Аргентина (название видео издания)
- Iron Monkey: La légende démasquée — Канада (франкоязычное название)
- Iron Monkey: The Young Wong Fei Hong — это англоязычное название встречается редко
- Shao nian Huang Fei Hong zhi: Tie Ma Liu — Гонконг (название на путунхуа)
- Железная обезьяна — Россия (неофициальное название)

### Релизы на DVD
В Гонконге фильм был первоначально выпущен компанией «Megastar» (которая позже стала называться «Deltamac») в базовой версии. Эта же версия была выпущена в США компанией «Tai Seng». Позже, «IVL» повторно выпустила обновлённое издание фильма в Гонконге в составе коллекции под названием «Donnie Yen & Yuen Woo Ping Action Collection».
В Великобритании и Австралии «Hong Kong Legends» выпустили оригинальную версия фильма на DVD в 2001 году в коллекционном издании. Этот релиз содержал две звуковые дорожки: английскую и на кантонском диалекте; звук 5.1 Dolby Digital; также содержал аудиокомментарии Бэя Логана и другие дополнительные материалы. В 2004 году «Hong Kong Legends» выпустило платиновое издание фильма в двух дисках, которое содержало ещё больше бонусов, включая интервью, производственные короткометражки, рекламные материалы (трейлеры, фотогалереи).
Miramax выпустила в США американскую версия фильма сначала на DVD, а 15 сентября 2009 года и на Blu-ray с английской и китайской звуковыми дорожками.
Список всех основных релизов фильма выглядит так:
- «Iron Monkey» (1993, Media Asia) — релиз содержал три звуковые дорожки: кантонский диалект, путунхуа и английский язык; также содержал английские и японские субтитры; из дополнительных материалов издание содержало только трейлер к фильму.
- «Iron Monkey» (26 марта 2001, Medusa) — кантонская и английская звуковые дорожки; английские субтитры; фотогалерея; анимационные биографии; трейлер; британский трейлер; интервью.
- «Iron Monkey» WS (26 марта 2002, Miramax) — содержал только английские озвучку и субтитры; интервью Квентина Тарантино; интервью Донни Йена; микс музыки из фильма; оригинальный и англоязычный трейлеры.
- «Iron Monkey» Платиновое издание (1 марта 2004, Medusa) — английская звуковая дорожка; звуковая дорожка на кантонском диалекте; английские субтитры; совершенно новый аудиокомментарий с исполнителем одной из главных ролей, Донни Йеном, а также с гонконгским экспертом по кино Бэем Логаном; видео комментарии к короткометражке Shadow Warrior; эксклюзивное интервью с исполнителем главной роли Юй Жунгуаном; ретроспектива на феномен Вон Фэйхуна с продюсером Цуй Харком; эксклюзивное интервью с исполнителями одних из главных ролей и чемпионами по ушу, Ли Фаем и Цанг Сыманем.
- «Ultimate Force of Four» [4 диска] Blu-ray (15 сентября, 2009, Miramax) — кроме «Железной Обезьяны», сюда также вошли такие фильмы как «Пьяный мастер 2», «Герой», «Затойчи».
- «Iron Monkey» Blu-ray (15 сентября 2009, Miramax) — звуковые дорожки на английском и испанском языках; английские субтитры; интервью с Квентином Тарантино и Донни Йеном.